# Abdullah Avcı
Abdullah Mucip Avci (Estambul, Turquía 31 de julio de 1963) es un exfutbolista y entrenador turco sin club.

## Biografía
En su etapa como jugador, Avcı jugó para equipos como Vefa, Karagümrük, Caykur Rizespor, Kahramanmarasspor, Bakırköyspor, Kasımpaşa, Istanbulspor, Küçükçekmecespor, respectivamente, y se retiró en 1999 en el club en el que comenzó su carrera. Avcı empezó a entrenar al Istanbulspor en 1999, antes de un periodo como jefe Galatasaray juventud academia. Él asumió el control turco sub-17 de fútbol, a la que lleva al Europeo Sub-17 de la UEFA 2005, ganando la medalla de oro y quedando también en cuarto lugar en Campeonato Joven del Mundo de la FIFA en Perú. Con estrellas como Nuri Sahin, Yilmaz Deniz, y Tevfik Köse, Abdullah Avci estaba seguro del éxito.
En agosto de 2006 se trasladó a İstanbul BB, donde consigue el ascenso en su primera temporada y mantiene al equipo en la Süper Lig desde entonces. El equipo acabó duodécimo en la 2007–08, temporada les permitió permanecer en la Süper Lig para la siguiente campaña (2008-09). En la temporada 2009-10, el club terminó la temporada en sexto lugar, máxima clasificación histórica del Club. Desde que llegase al equipo en 2006, Abdullah Avci ha dirigido a su equipo en 215 partidos de una manera coherente, y ganó la İstanbul BB Turkish Cup por primera vez en la historia del club. Después de un los noventa minutos y el tiempo extra, el partido terminó en un empate 2-2, y Besiktas ganó la tanda de penales 4-3, logrando su novena Copa de Turquía.

## Estadísticas como entrenador

### Clubes
| Equipo                      | Div.         | Temporada    | Liga  | Liga | Liga | Liga | Liga |       | Copa | Copa | Copa | Copa  |    | Internacional | Internacional | Internacional | Internacional | Internacional |   | Otros | Otros | Otros | Otros |     | Totales     | Totales | Totales | Totales | Totales | Totales | Totales | Totales |
| Equipo                      | Div.         | Temporada    | Part. | G    | E    | P    | Pos. | Part. | G    | E    | P    | Part. | G  | E             | P             | Pos.          | Part.         | G             | E | P     | Part. | G     | E     | P   | Rendimiento | GF      | GC      | Dif.    |         |         |         |         |
| --------------------------- | ------------ | ------------ | ----- | ---- | ---- | ---- | ---- | ----- | ---- | ---- | ---- | ----- | -- | ------------- | ------------- | ------------- | ------------- | ------------- | - | ----- | ----- | ----- | ----- | --- | ----------- | ------- | ------- | ------- | ------- | ------- | ------- | ------- |
| Estambul Başakşehir Turquía | 2.ª          | 2006-07      | 34    | 19   | 8    | 7    | 2.º  | 6     | 1    | 2    | 3    | -     | -  | -             | -             | -             | -             | -             | - | -     | 40    | 20    | 10    | 10  | 58.33%      | 65      | 40      | +25     |         |         |         |         |
| Estambul Başakşehir Turquía | 1.ª          | 2007-08      | 34    | 10   | 8    | 16   | 12.º | 1     | 0    | 0    | 1    | -     | -  | -             | -             | -             | -             | -             | - | -     | 35    | 10    | 8     | 17  | 36.19%      | 46      | 50      | -4      |         |         |         |         |
| Estambul Başakşehir Turquía | 1.ª          | 2008-09      | 34    | 12   | 6    | 16   | 9.º  | 1     | 0    | 0    | 1    | -     | -  | -             | -             | -             | -             | -             | - | -     | 35    | 12    | 6     | 17  | 40%         | 38      | 48      | -10     |         |         |         |         |
| Estambul Başakşehir Turquía | 1.ª          | 2009-10      | 34    | 16   | 8    | 10   | 6.º  | 7     | 3    | 3    | 1    | -     | -  | -             | -             | -             | -             | -             | - | -     | 41    | 19    | 11    | 11  | 55.28%      | 53      | 47      | +6      |         |         |         |         |
| Estambul Başakşehir Turquía | 1.ª          | 2010-11      | 34    | 12   | 6    | 16   | 11.º | 10    | 5    | 4    | 1    | -     | -  | -             | -             | -             | -             | -             | - | -     | 44    | 17    | 10    | 17  | 46.22%      | 52      | 52      | +0      |         |         |         |         |
| Estambul Başakşehir Turquía | 1.ª          | 2011-12      | 10    | 5    | 3    | 2    | Inc. | -     | -    | -    | -    | -     | -  | -             | -             | -             | -             | -             | - | -     | 10    | 5     | 3     | 2   | 60%         | 15      | 10      | +5      |         |         |         |         |
| Estambul Başakşehir Turquía | 1.ª          | 2014-15      | 34    | 15   | 14   | 5    | 4.º  | 9     | 4    | 4    | 1    | -     | -  | -             | -             | -             | -             | -             | - | -     | 43    | 19    | 18    | 6   | 58.14%      | 63      | 40      | +23     |         |         |         |         |
| Estambul Başakşehir Turquía | 1.ª          | 2015-16      | 34    | 16   | 11   | 7    | 4.º  | 9     | 5    | 2    | 2    | 2     | 0  | 0             | 2             | 3ªF           | -             | -             | - | -     | 45    | 21    | 13    | 11  | 56.3%       | 75      | 50      | +25     |         |         |         |         |
| Estambul Başakşehir Turquía | 1.ª          | 2016-17      | 34    | 21   | 10   | 3    | 2.º  | 12    | 6    | 6    | 0    | 4     | 0  | 2             | 2             | 4ªF           | -             | -             | - | -     | 50    | 27    | 18    | 5   | 66%         | 86      | 42      | +44     |         |         |         |         |
| Estambul Başakşehir Turquía | 1.ª          | 2017-18      | 34    | 22   | 6    | 6    | 3.º  | 4     | 3    | 0    | 1    | 10    | 3  | 4             | 3             | FG            | -             | -             | - | -     | 48    | 28    | 10    | 10  | 65.27%      | 84      | 54      | +30     |         |         |         |         |
| Estambul Başakşehir Turquía | 1.ª          | 2018-19      | 34    | 19   | 10   | 5    | 2.º  | 4     | 2    | 1    | 1    | 2     | 0  | 1             | 1             | 3ªF           | -             | -             | - | -     | 40    | 21    | 12    | 7   | 62.5%       | 54      | 28      | +26     |         |         |         |         |
| Estambul Başakşehir Turquía | Total        | Total        | 350   | 167  | 90   | 93   | -    | 63    | 29   | 22   | 12   | 18    | 3  | 7             | 8             | -             | -             | -             | - | -     | 431   | 199   | 119   | 113 | 55.37%      | 631     | 461     | +170    |         |         |         |         |
| Beşiktaş Turquía            | 1.ª          | 2019-20      | 18    | 9    | 3    | 6    | Inc. | 4     | 1    | 0    | 3    | 6     | 1  | 0             | 5             | FG            | -             | -             | - | -     | 28    | 11    | 3     | 14  | 42.86%      | 41      | 47      | -6      |         |         |         |         |
| Beşiktaş Turquía            | Total        | Total        | 18    | 9    | 3    | 6    | -    | 4     | 1    | 0    | 3    | 6     | 1  | 0             | 5             | -             | -             | -             | - | -     | 28    | 11    | 3     | 14  | 42.86%      | 41      | 47      | -6      |         |         |         |         |
| Trabzonspor Turquía         | 1.ª          | 2020-21      | 32    | 18   | 11   | 3    | 4.º  | 1     | 0    | 1    | 0    | -     | -  | -             | -             | -             | 1             | 1             | 0 | 0     | 34    | 19    | 12    | 3   | 67.64%      | 44      | 25      | +19     |         |         |         |         |
| Trabzonspor Turquía         | 1.ª          | 2021-22      | 38    | 23   | 12   | 3    | 1.º  | 5     | 4    | 0    | 1    | 4     | 0  | 2             | 2             | 4ªF           | -             | -             | - | -     | 47    | 27    | 14    | 6   | 67.38%      | 82      | 50      | +32     |         |         |         |         |
| Trabzonspor Turquía         | 1.ª          | 2022-23      | 23    | 11   | 5    | 7    | Inc. | 2     | 2    | 0    | 0    | 10    | 4  | 1             | 5             | 1/16          | 1             | 1             | 0 | 0     | 36    | 18    | 6     | 12  | 55.56%      | 59      | 45      | +14     |         |         |         |         |
| Trabzonspor Turquía         | 1.ª          | 2023-24      | 30    | 17   | 4    | 9    | 3.º  | 7     | 6    | 0    | 1    | -     | -  | -             | -             | -             | -             | -             | - | -     | 37    | 23    | 4     | 10  | 65.76%      | 72      | 47      | +25     |         |         |         |         |
| Trabzonspor Turquía         | 1.ª          | 2024-25      | 2     | 0    | 2    | 0    | Inc. | -     | -    | -    | -    | 6     | 2  | 2             | 2             | 4ªF           | -             | -             | - | -     | 8     | 2     | 4     | 2   | 41.67%      | 4       | 4       | +0      |         |         |         |         |
| Trabzonspor Turquía         | Total        | Total        | 125   | 69   | 34   | 22   | -    | 15    | 12   | 1    | 2    | 20    | 6  | 5             | 9             | -             | 2             | 2             | 0 | 0     | 162   | 89    | 40    | 33  | 63.17%      | 261     | 171     | +90     |         |         |         |         |
| Total clubes                | Total clubes | Total clubes | 493   | 245  | 127  | 121  | -    | 82    | 42   | 23   | 17   | 44    | 10 | 12            | 22            | -             | 2             | 2             | 0 | 0     | 621   | 299   | 162   | 160 | 56.85%      | 933     | 679     | +254    |         |         |         |         |
| 1. 2. 3.                    |              |              |       |      |      |      |      |       |      |      |      |       |    |               |               |               |               |               |   |       |       |       |       |     |             |         |         |         |         |         |         |         |

### Selección
| Turquía         | 2012            | - | - | - | - | - | 4 | 1 | 0 | 3 | - | - | - | - | - | 8  | 4 | 1 | 3 | 12 | 5 | 1 | 6 | 44.45% | 18 | 16 | +2 |
| Turquía         | 2013            | - | - | - | - | - | 2 | 1 | 1 | 0 | - | - | - | - | - | 4  | 0 | 2 | 2 | 6  | 1 | 3 | 2 | 33.34% | 8  | 10 | -2 |
| Total selección | Total selección | - | - | - | - | - | 6 | 2 | 1 | 3 | - | - | - | - | - | 12 | 4 | 3 | 5 | 18 | 6 | 4 | 8 | 40.74% | 26 | 26 | +0 |

#### Resumen por competiciones
| Competición                        | Partidos | Ganados | Empatados | Perdidos | Ganados % |
| Clubes                             | Clubes   | Clubes  | Clubes    | Clubes   | Clubes    |
| ---------------------------------- | -------- | ------- | --------- | -------- | --------- |
| TFF Primera División               | 34       | 19      | 8         | 7        | 63.72%    |
| SüperLig                           | 459      | 226     | 119       | 114      | 57.88%    |
| Copa de Turquía                    | 82       | 42      | 23        | 17       | 60.57%    |
| Supercopa de Turquía               | 2        | 2       | 0         | 0        | 100%      |
| Liga de Campeones de la UEFA       | 6        | 1       | 3         | 2        | 33.34%    |
| Liga Europa de la UEFA             | 30       | 8       | 5         | 17       | 32.23%    |
| Liga Europa Conferencia de la UEFA | 8        | 1       | 4         | 3        | 29.17%    |
| Total clubes                       | 621      | 299     | 162       | 160      | 56.85%    |
| Selección                          |          |         |           |          |           |
| Clasificatorias Mundial            | 6        | 2       | 1         | 3        | 38.89%    |
| Amistosos                          | 12       | 4       | 3         | 5        | 41.66%    |
| Total selección                    | 18       | 6       | 4         | 8        | 40.74%    |
| Total en su carrera                | 639      | 305     | 166       | 168      | 56.39%    |

## Palmarés

### Como entrenador

#### Títulos nacionales
| Título               | Club        | País    | Año     |
| -------------------- | ----------- | ------- | ------- |
| Supercopa de Turquía | Trabzonspor | Turquía | 2020    |
| Superliga de Turquía | Trabzonspor | Turquía | 2021-22 |
| Supercopa de Turquía | Trabzonspor | Turquía | 2022    |

#### Títulos internacionales
| Título          | Club (*)             | País   | Año  |
| --------------- | -------------------- | ------ | ---- |
| Eurocopa Sub-17 | Selección de Turquía | Italia | 2005 |

(*) Incluyendo la selección.